# Brandur Sandoy
Brandur Sandoy (født 23. april 1973 i Sandur) er en færøsk landmand, entreprenør og politiker (Fólkaflokkurin). I 1990'erne var han forsvarsspiller for B71 Sandoy, og i 1996 spillede han to internationale kampe mod APOEL FC i UEFA Intertoto Cup. Han var til søs og hjalp til på sin fars bondegård indtil 1998, og har vært bonde siden 1997, da han overtog gården Inni í Dal efter sin far.

## Politisk karriere
Sandoy har været kommunestyremedlem i Sands kommune siden 1. januar 2009, og den 27. oktober samme år blev han valgt til ny borgermester efter Páll á Reynatúgvu. Fra 2011 til 2015 mødte Sandoy desuden fast i Lagtinget for Jørgen Niclasen. Fra september 2019 møder han fast i Lagtinget for Elsebeth Mercedis Gunnleygsdóttur, som blev minister.

## Kontrovers med Sea Shepherd Conservation Society
I 2014 har han gjort sig bemærket på Færøerne ved at sætte begrænsninger for Sea Shepherd, som er på Færøerne over en fire-måneders periode for at forsøge at forhindre grindedrab. Brandur Sandoy gav ordrer om at store betonklodser blev sat foran bådramper i kommunen, så Sea Shepherd ikke kunne få deres både ud på havet fra kommunens bådramper for at forhindre grindedrab. Flere andre kommuner på Færøerne gjorde det samme. Brandur Sandoy gjorde sig også bemærket, da han satte et skilt op ved det offentlige toilet i Sandur, hvor der stod, at lokale og gæster var velkomne til at bruge, men personer som støttede Sea Shepherd eller havde relationer til organisationen var ikke velkomne til at bruge kommunens faciliteter. En af grundene til dette var i følge borgmesteren, at Sea Shepherd bl.a. stjal toiletpapir og andet fra kommunens offentlige toilet. Paul Watson har lavet grin på Facebook med sagen om toiletpapiret med overskriften: "The Great Sandoy Toilet Paper Scandal - Or How to Deal with a Constipated Mayor who is Simply Full of Shit.."
Den 30. august 2014 lykkedes det færinger at gennemføre det første grindedrab, siden GrindStop 2014 kampagnen startede, dette skete på og ved stranden i Sandur, under larmende protester fra 14 Sea Shepherd personer, hvoraf 6 var på land og 8 var i tre speedbåde. De blev ført væk af politiet og sat i detentionen i et døgn, hvorefter de blev løsladt. Tre dage efter grindedrabet i Sandur, kom det frem i den færøske radioavis, at Brandur Sandoy var blevet truet på livet via e-mails, af en der støttede Sea Shepherd, i hvert fald var organisationen blevet nævnt i e-mailen, som han havde modtaget. Han følte sig utryg og aflyste en planlagt tur til Island med Vestnordisk Råd, pga. truslen. Han havde modtaget flere hademails, men det kun den ene som han mente var så grov, at han valgte at melde sagen til politiet.